# José Meccia
José Meccia (Ricigliano, Italia, 1897 - Buenos Aires, Argentina, 1976) fue un músico y compositor de tango.

## Biografía
Meccia nació en Ricigliano, Italia, el 23 de abril de 1897. Emigró a Argentina en 1905, y se instaló en la zona de Junín en 1912, donde fue reconocido por sus creaciones musicales. Era multinstrumentista: tocaba el piano, el saxo, la flauta traversa, el bandoneón, entre otros. Destacó en la composición musical de Mujer que yo quise tanto, con letra de Luis Negreti (1931). 
En 1948 se radicó con su mujer e hijos en el barrio de Santos Lugares, donde instaló la conocida Casa Meccia. En ella se arreglaban pianos, se vendían instrumentos, pero también se iba para conversar con un músico notable. Era destacada como un punto de reunión de melómanos.

## Carrera
A muy temprana edad comenzó su pasión por la música. En Italia, aprendió de manera autodidacta a tocar distintos instrumentos elaborados de manera casera, como flauta de caña y violín. 
A su llegada a Junín se hizo rápidamente popular. Interpretaba música en fiestas y en las calles junto a un grupo de jóvenes bajo su dirección. Al mismo tiempo, comenzó a estudiar flauta con el maestro José Muñiz. Alrededor de 1910 comenzó a integrar la orquesta de su maestro y en 1912 formó un trío con Muñiz y Félix Pipolo. En la década del 20 integró las orquestas de Remigio Morales y Rufino Ávila. Fue parte de la típica "Bidels" junto a José Bianco, Jacinto Almeyda, Alfredo Demaría y J. González.
Del año 1920 a 1938 preparó comparsas musicales y sus coros, con composiciones propias, para los carnavales de Junín. Entre ellas se encuentran "Los marinos" y "Los Alegres de Junín". 
Se destacó por la composición de obras como "Mujer que yo quise tanto" y la Marcha del Club Junín. Los géneros que recorrió fueron el Tango, Foxtrot, Tarantela, Pasodoble, Ranchera. 

## Obra
- Añorando mi pasado (tango; con letra de Francisco Chaves)
- Busco ese amor (con letra de Francisco Chaves)
- Club Junín (marcha; en colaboración con Roberto Maggio)
- El Palco del Porrazo
- Humilde Madrecita (vals; con letra de Francisco Chaves)
- Junín y el pasado
- La Turquita
- Mártir
- Mujer que yo quise tanto (con letra de Luis Negreti)
- Muy de madrugada
- Nevada del 18
- Última hora (con letra de Armando Rizzi)